# Kardinál ohnivý
Kardinál ohnivý (Cardinalis phoeniceus) je druh rodu kardinál (Cardinalis) žijící v Kolumbii a Venezuele.

## Popis
Kardinál ohnivý je dlouhý 19 cm.
Má na hlavě dlouhé peří, špičatý červený hřebínek, který je vzpřímený.
Samec je téměř celý červený. Na křídlech přechází červená do světle šedé až černé. Má černou masku kolem silného světle žlutošedého zobáku s černou špičku. Maska je nevýrazná, nezasahuje k očím. Končetiny jsou žluté.
Hlava samice je hnědošedá s úzkou černou maskou. Jen pírka hřebínku jsou červená. Hřbet má samička šedohnědý, spodní část těla okrovou a ocas temně červený. Zobák má stejný jako samec, stejně tak končetiny.
Mládě je podobné samici, má ale sytější hnědou.

## Alternativní názvy
- Kardinál purpurový
- Pyrrhuloxia phoeniceus